# Дворана Златорог
Дворана Златорог, позната и као Нова дворана Под Головцем, је вишенаменска спортска дворана у Цељу, Словенија. 
Капацитет дворане износи 6.000 гледалаца., а површина дворане је 10.000 m2. Тренутно је домаћи терен рукометног клуба Цеље Пивоварна Лашко, као и других спортских клубова из Цеља.
Камен темељац постављен је 16. априла, а дворана је завршена у децембру 2003. Дворана је била домаћин Групе Ц у квалификационој фази и Групе I у другом кругу на Европском првенству у рукомету 2004..
Од 4. до 9. септембра 2013. дворана је била домаћин свих утакмица Групе Ц Европског првенства у кошарци 2013.
У новембру 2022. године у дворани су се играле утакмице групе Б Европског прценства у рукомету за жене.